# Eurycotis occidentalis
Eurycotis occidentalis är en kackerlacksart som först beskrevs av Hermann Burmeister 1838.  Eurycotis occidentalis ingår i släktet Eurycotis och familjen storkackerlackor.
Artens utbredningsområde är Colombia. Inga underarter finns listade i Catalogue of Life.